# Chlorops baslis
Chlorops baslis är en tvåvingeart som först beskrevs av Roser 1840.  Chlorops baslis ingår i släktet Chlorops och familjen fritflugor.
Artens utbredningsområde är Tyskland. Inga underarter finns listade i Catalogue of Life.